# Quarc top

Masa, sarcina, și spinul tuturor particulelor fundamentale

Quarcul top este un quark de a treia generație cu o sarcină de +(2/3)e. A fost descoperit în 1995 în experimentele CDF și D0 la Fermilab și este cea mai masivă dintre particulele fundamentale cunoscute (Bosonul Higgs pare a fi cea mai masivă, dar nu a fost încă observată experimental). Masa sa este de 172.6±1.4 GeV/c2 și este de aceeași masă cu nucleul de tantal și atomul de wolfram.
Modelul Standard îi oferă o viață de 1×10−25 s.